# Trionfo di Afrodite
Trionfo di Afrodite (Afrodites triumf) är en scenkantat (Concerto scenico) med musik av Carl Orff. Texten bygger på latinska bröllopsdikter av Catullus, grekiska dikter av Sapfo, samt Euripides körsångstrof ur tragedin Hippólytos.
Trionfo di Afrodite är tredje och sista delen i den musikalisk triptyken Trionfi som Orff komponerade mellan 1934 och 1953. De övriga delarna är Carmina Burana och Catulli Carmina. I Trionfo di Afrodite dominerar rösterna över orkesterklangen och en ny "Orffsk" tonalitetsuppfattning gör sig gällande.
Verket uruppfördes 14 februari på Teatro alla Scala i Milano med Herbert von Karajan som dirigent.
Solisterna består av tre sopraner, två tenorer, en baryton och en bas, samt blandad kör.
Handlingen består i att urparet (bruden och brudgummen) firar sitt överjordiska bröllop. Efter kultiska besvärjelser och en lovsång till Hymenaios, äktenskapets gud, leder de unga kvinnorna under sång och lek in bruden i bröllopskammaren, medan männen förföljer brudgummen med hånfulla visor. Då uppenbarar sig gudinnan Afrodite, som symboliserar kärleken och fullbordar ritualen.